# حسين أباد رخنة غل
حسين‌ أباد رخنة غل (بالفارسية: حسین‌آباد رخنه گل) هي قرية تقع في قسم قلندرآباد الريفي في إيران. يقدر عدد سكانها بـ 1,296 نسمة .